# ジェラルド・レアード
ジェラルド・リー・レアード（Gerald Lee Laird, 1979年11月13日 - ）は、アメリカ合衆国カリフォルニア州ウェストミンスター出身の元プロ野球選手（捕手）。
千葉ロッテマリーンズに所属していたブランドン・レアードは8歳年下の弟。

## 経歴

### プロ入りとアスレチックス傘下時代
1998年のMLBドラフトでオークランド・アスレチックスから2巡目（全体45位）指名を受ける。ドラフト&フォロー方式により、1年間サイプレス・カレッジ（Cypress College）でプレーした後、1999年6月1日に100万ドルの契約金で入団した。

### レンジャーズ時代

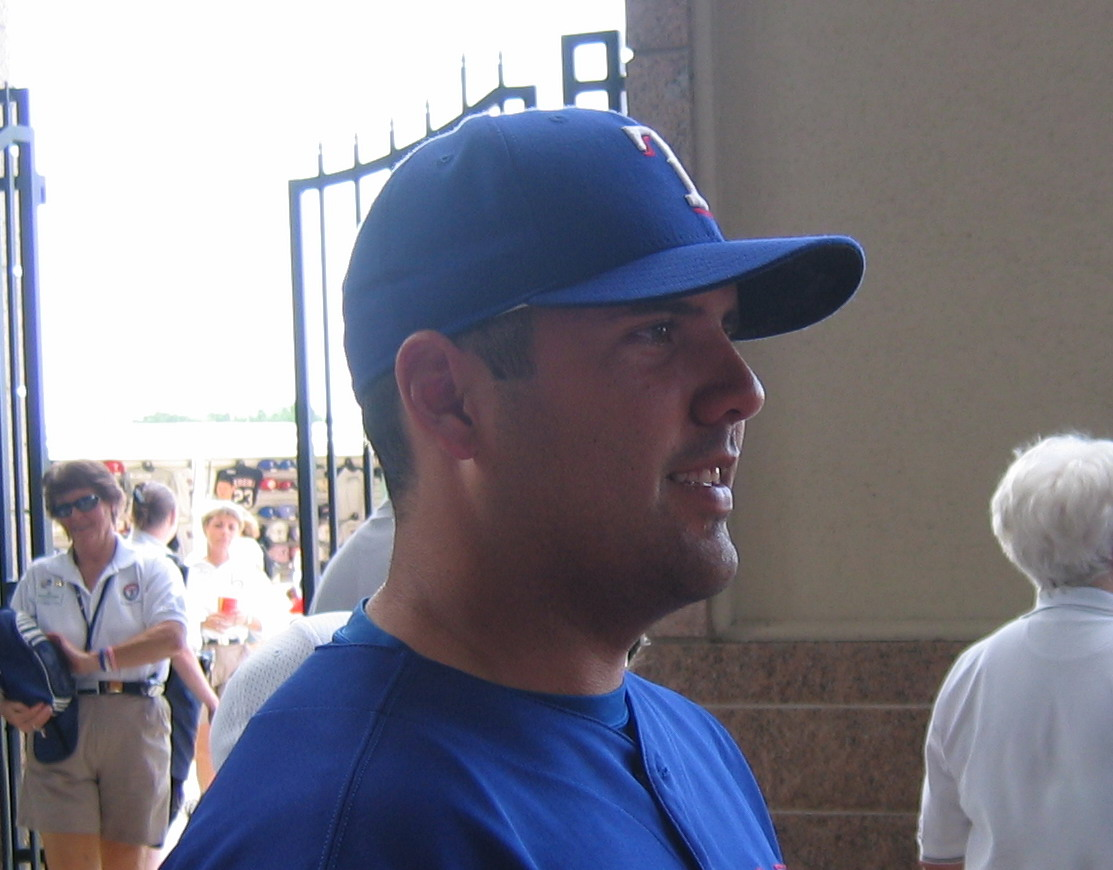
テキサス・レンジャーズ時代
(2005年10月2日)

2002年1月14日にカルロス・ペーニャ、マイク・ベナフロとのトレードで、ライアン・ラドウィックら3選手と共にテキサス・レンジャーズに移籍した。
2003年4月30日のトロント・ブルージェイズ戦でメジャーデビュー。2004年4月には月間最優秀新人に選出される。レンジャーズではなかなかロッド・バラハスの壁を越えることができなかったが、バラハスがチームを去った2007年からは正捕手として起用された。年俸調停の権利を得たレアードは、2008年1月18日に1年160万ドルで契約延長。同年は若手捕手のジャロッド・サルタラマッキア、テイラー・ティーガーデンが台頭してきた。

### タイガース時代

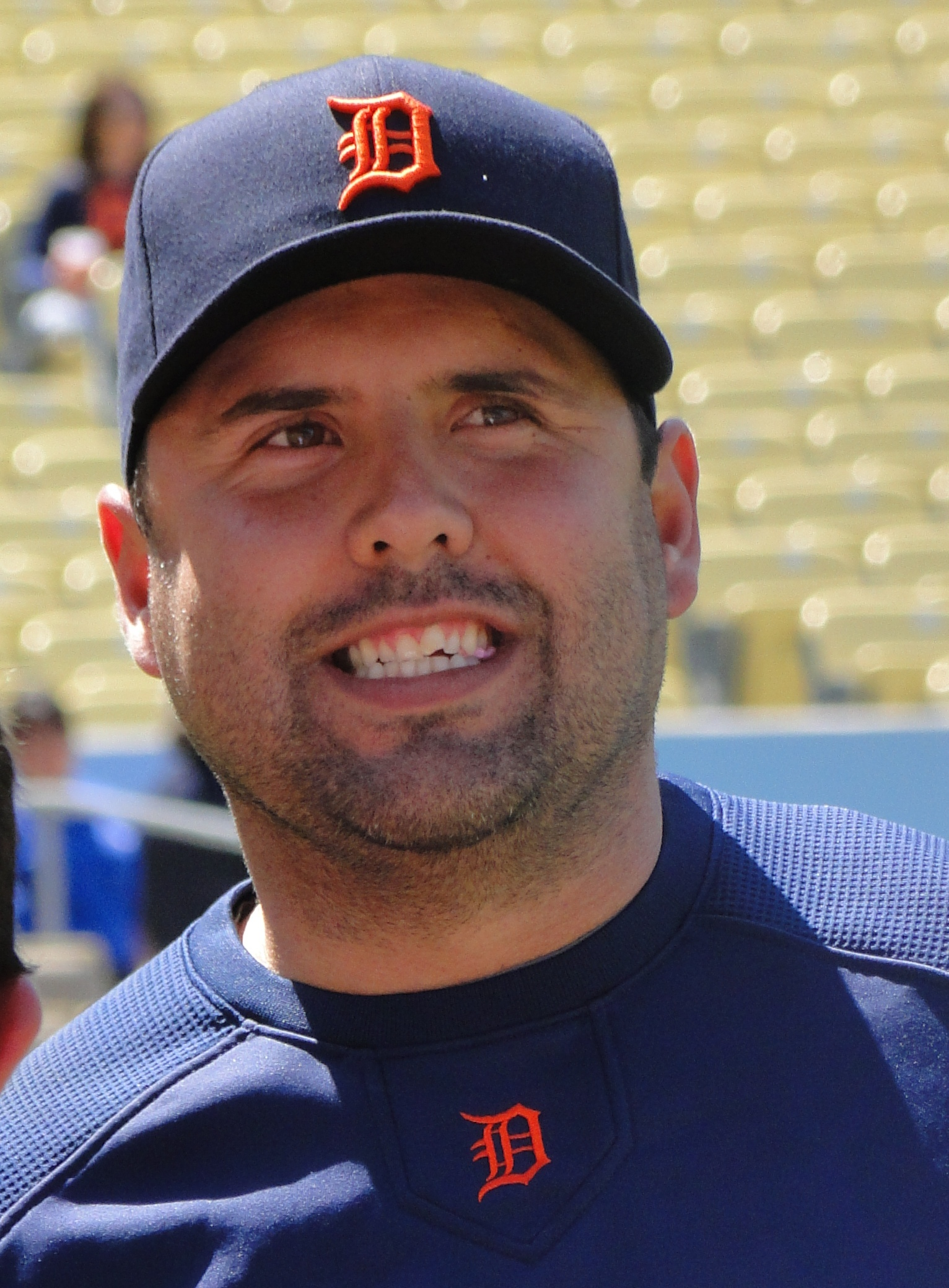
デトロイト・タイガース時代
(2010年5月22日)

2008年12月8日にギジェルモ・モスコーソら2名とのトレードで、デトロイト・タイガースへ移籍した。
2009年1月20日に年俸調停を避けて1年260万ドルで契約延長。タイガースの正捕手を務め、打率は.225ながら盗塁阻止率は両リーグ最高の42％を記録した。同年オフの12月30日にはNBAフェニックス・サンズ対ボストン・セルティックスの試合を観戦中に客席で乱闘騒ぎを起こし、弟のブランドンと共に逮捕されるという失態を犯した。
2010年1月19日に1年390万ドルで契約延長。しかし、シーズンでは新人のアレックス・アビラに出場機会を譲ることが多くなった。オフにFAとなった。

### カージナルス時代
2010年12月14日に1年110万ドルでセントルイス・カージナルスに移籍した。
2011年はヤディアー・モリーナのバックアップを務めた。チームはワイルドカードから勝ち上がり、ワールドシリーズを制覇したが、レアードはプレーオフでは4試合に途中出場しただけ（打席に立ったのは1度のみ）だった。

### タイガース復帰
2011年11月18日に1年100万ドルの契約でデトロイト・タイガースに復帰することが決まった。タイガースではリーグ屈指の捕手に成長したアビラのバックアップを務めた。

### ブレーブス時代
2012年11月15日に2年契約でアトランタ・ブレーブスに移籍した。
2014年オフにFAとなった。

### ダイヤモンドバックス時代
2015年2月7日にアリゾナ・ダイヤモンドバックスとマイナー契約を結んだ。4月5日にメジャー契約を結び40人枠入りした。8月24日に解雇となった。

### メキシカンリーグ時代
2016年7月5日、メキシカンリーグのティフアナ・ブルズと契約した。この年限りで現役を引退した。

### 現役引退後
2016年12月14日、デトロイト・タイガースの傘下ショートシーズンA級コネチカット・タイガースの監督に就任することが発表された。2年間監督を務め、2018年限りで退任した。
2022年は韓国・KBOリーグに所属するロッテ・ジャイアンツのバッテリーコーチを務めた。

## プレースタイル
捕手としての守備防御点は2015年終了時点で+12を記録している。

## 詳細情報

### 年度別打撃成績
| 年 度      | 球 団      | 試 合 | 打 席 | 打 数 | 得 点 | 安 打 | 二 塁 打 | 三 塁 打 | 本 塁 打 | 塁 打 | 打 点 | 盗 塁 | 盗 塁 死 | 犠 打 | 犠 飛 | 四 球 | 敬 遠 | 死 球 | 三 振 | 併 殺 打 | 打 率 | 出 塁 率 | 長 打 率 | O P S |
| ---------- | ---------- | ----- | ----- | ----- | ----- | ----- | -------- | -------- | -------- | ----- | ----- | ----- | -------- | ----- | ----- | ----- | ----- | ----- | ----- | -------- | ----- | -------- | -------- | ----- |
| 2003       | TEX        | 19    | 50    | 44    | 9     | 12    | 2        | 1        | 1        | 19    | 4     | 0     | 0        | 0     | 0     | 5     | 0     | 1     | 11    | 2        | .273  | .360     | .432     | .792  |
| 2004       | TEX        | 49    | 168   | 147   | 20    | 33    | 6        | 0        | 1        | 42    | 16    | 0     | 1        | 4     | 3     | 12    | 0     | 2     | 35    | 5        | .224  | .287     | .286     | .572  |
| 2005       | TEX        | 13    | 42    | 40    | 7     | 9     | 2        | 0        | 1        | 14    | 4     | 0     | 0        | 0     | 0     | 2     | 0     | 0     | 7     | 1        | .225  | .262     | .350     | .612  |
| 2006       | TEX        | 78    | 260   | 243   | 46    | 72    | 20       | 1        | 7        | 115   | 22    | 3     | 1        | 1     | 2     | 12    | 0     | 2     | 54    | 7        | .296  | .332     | .473     | .805  |
| 2007       | TEX        | 120   | 448   | 407   | 48    | 91    | 18       | 3        | 9        | 142   | 47    | 6     | 2        | 5     | 4     | 30    | 1     | 2     | 103   | 3        | .224  | .278     | .349     | .627  |
| 2008       | TEX        | 95    | 381   | 344   | 54    | 95    | 24       | 0        | 6        | 137   | 41    | 2     | 4        | 4     | 4     | 23    | 2     | 6     | 63    | 5        | .276  | .329     | .398     | .727  |
| 2009       | DET        | 135   | 477   | 413   | 49    | 93    | 23       | 2        | 4        | 132   | 33    | 5     | 0        | 10    | 4     | 40    | 0     | 10    | 68    | 11       | .225  | .306     | .320     | .626  |
| 2010       | DET        | 89    | 299   | 270   | 22    | 56    | 11       | 0        | 5        | 82    | 25    | 3     | 1        | 6     | 2     | 18    | 0     | 3     | 57    | 7        | .207  | .263     | .304     | .567  |
| 2011       | STL        | 37    | 108   | 95    | 11    | 22    | 7        | 1        | 1        | 34    | 12    | 1     | 1        | 2     | 1     | 9     | 3     | 1     | 19    | 3        | .232  | .302     | .358     | .660  |
| 2012       | DET        | 63    | 191   | 174   | 24    | 49    | 8        | 1        | 2        | 65    | 11    | 0     | 0        | 1     | 1     | 14    | 0     | 1     | 21    | 4        | .282  | .337     | .374     | .710  |
| 2013       | ATL        | 47    | 141   | 121   | 12    | 34    | 8        | 0        | 1        | 45    | 13    | 1     | 1        | 2     | 1     | 14    | 0     | 3     | 23    | 4        | .281  | .367     | .372     | .739  |
| 2014       | ATL        | 53    | 167   | 152   | 12    | 31    | 8        | 0        | 0        | 39    | 10    | 0     | 0        | 0     | 0     | 14    | 2     | 1     | 33    | 6        | .204  | .275     | .257     | .532  |
| 2015       | ARI        | 1     | 2     | 2     | 0     | 0     | 0        | 0        | 0        | 0     | 0     | 0     | 0        | 0     | 0     | 0     | 0     | 0     | 0     | 0        | .000  | .000     | .000     | .000  |
| 通算：13年 | 通算：13年 | 799   | 2734  | 2452  | 314   | 597   | 137      | 9        | 38       | 866   | 238   | 21    | 11       | 35    | 22    | 193   | 8     | 32    | 494   | 58       | .243  | .305     | .353     | .658  |

### 表彰
- ルーキー・オブ・ザ・マンス：1回 （2004年4月）

### 背番号
- 51 (2003年)
- 6 (2004年 - 2005年)
- 15 (2006年 - 2008年)
- 8 (2009年 - 2010年途中)
- 12 (2010年途中 - 同年終了)
- 13 (2011年)
- 9 (2012年)
- 11 (2013年 - 2014年)
- 18 (2015年)